# 京郷新聞 (1906年)

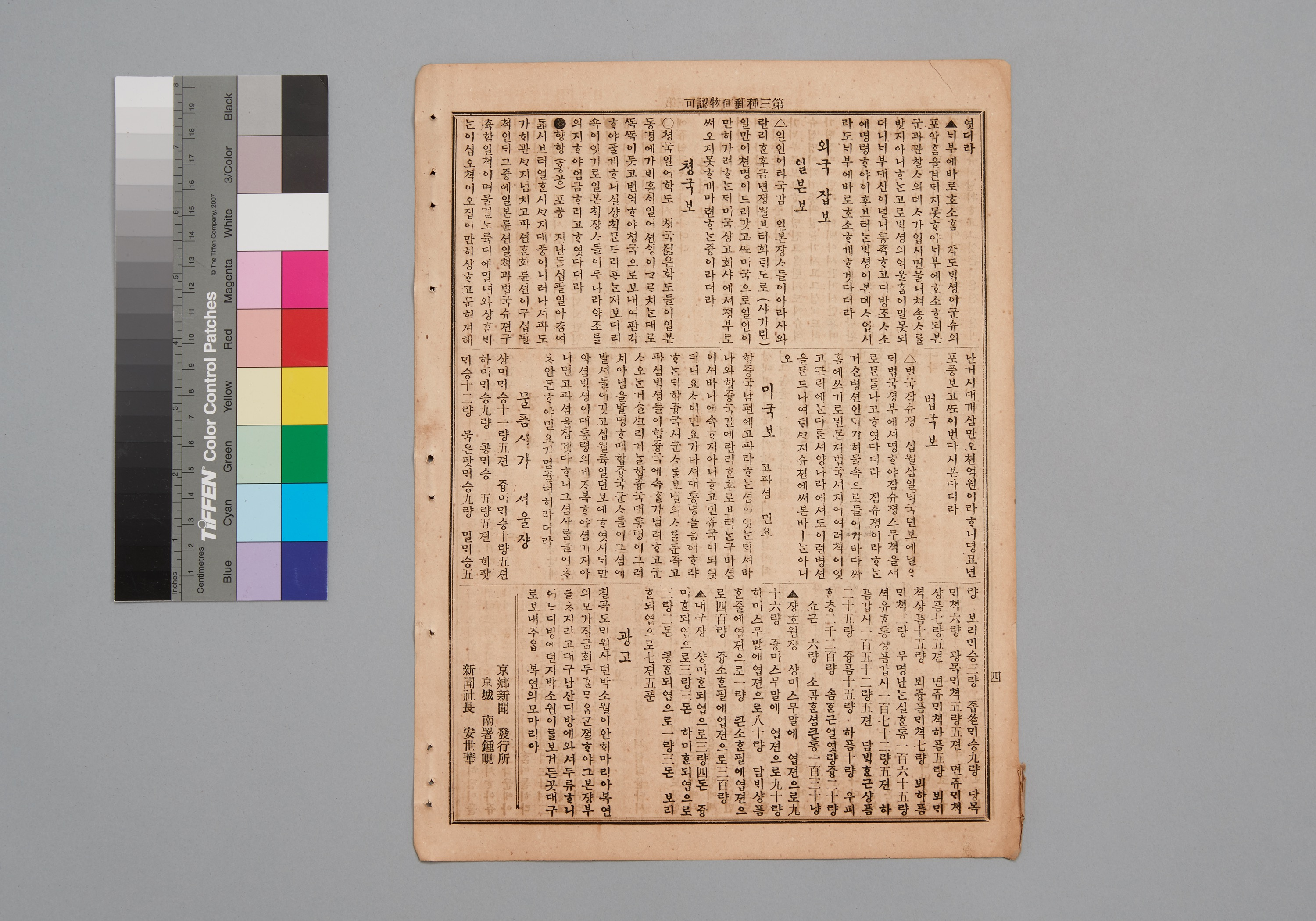

『京郷新聞』（キョンヒャンしんぶん）は、1906年から1910年まで、大韓帝国時代から日本統治時代の朝鮮において発刊されていた宗教新聞である。ハングルのみで書かれた週刊新聞であり、1906年10月19日に韓国カトリック中央協議会の関連財団（カトリック財団）が、愛国啓蒙運動の一環として、漢城で発刊を開始した。発行人兼主幹はフランス人神父のフロリアン・ドマンジュ（Florian Demange、朝鮮名は安世華）だった。
初期にはタブロイド版で4面からなる新聞と、菊判（152×218mm）サイズで8面からなる付録『寶鑑』を発刊していたが、翌年10月18日発行の第53号からは、新聞紙が今日の韓国新聞と類似の大きさとなった。新聞には、国内の主要記事集及びに時事問題に関する論説、国内外ニュース、文芸作品、啓蒙的な企画物が記載されていた。また、付録である『寶鑑』は、カトリックの教理的な論説、韓国カトリック教会史、法律解説などの記事で内容が構成されており、カトリック信者に必要な教養・常識と、国民の法に対する理解を深めようとする内容となっていた。これらの記事のうち、地方ニュースは主に全国各地で活動する神父たちが提供する情報に頼っていた。また、新聞の読者確保に関しても、カトリック教会当局の支援が大きかった。
1910年8月22日の日韓併合後、『京郷新聞』は環境の変化により外部から廃刊の脅威を受けるようになった。その為、発行人は同年12月30日発行の第220号を同新聞の終刊号とし、第221号からは月2回発刊の隔週雑誌『京郷雑誌』として再び発刊を開始した。ただし、『京郷雑誌』は、カトリックの教理伝達など『寶鑑』の内容を引き継ぐ純宗教雑誌となり、啓蒙的な性格を有する『京郷新聞』そのものは事実上の廃刊となった。しかし、『京郷新聞』の題号は、後の連合軍軍政期に、同じくカトリック財団によって創刊された新しい新聞へと受け継がれることとなる。